# Saxo Bank
Saxo Bank A/S – duński bank inwestycyjny założony w 1992 roku, oferujący szeroki zakres usług dla inwestorów indywidualnych i biznesowych w 84 jurysdykcjach.
W 2024 r. bank obsługiwał 1,2 miliona klientów, zarządzając aktywami o wartości 95 miliardów EUR.